# Metathelypteris uraiensis
Metathelypteris uraiensis är en kärrbräkenväxtart som först beskrevs av Eduard Rosenstock, och fick sitt nu gällande namn av Ren-Chang Ching. Metathelypteris uraiensis ingår i släktet Metathelypteris och familjen Thelypteridaceae. Utöver nominatformen finns också underarten M. u. tibetica.